# Historia naturalis Brasiliae

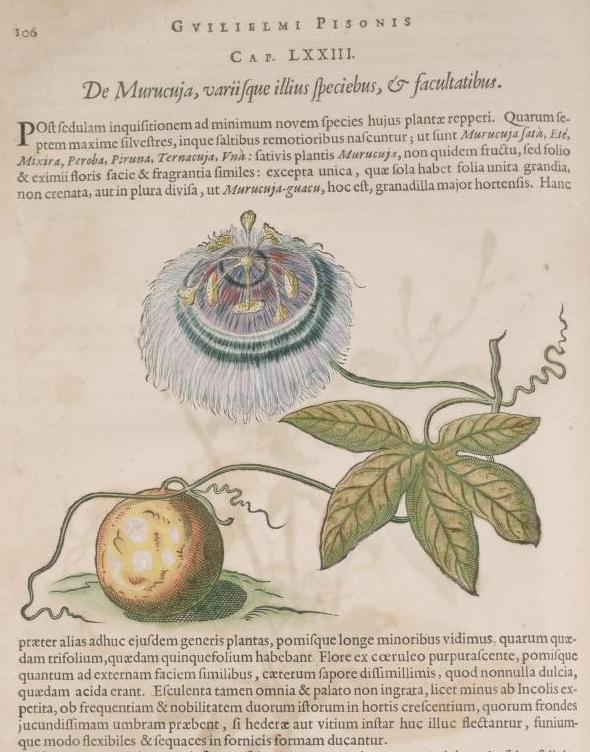
Passievrucht uit de Historia Naturalis Brasiliae

 De Historia Naturalis Brasiliae van Willem Piso en Georg Markgraf is een historische, biologische en culturele en geografische beschrijving van Brazilië, waar Johan Maurits de opdracht voor gaf toen hij tussen 1637 en 1644 gouverneur was van Nederlands-Brazilië. Het boek werd uitgegeven in 1648.
Johan Maurits liet zich tijdens de verovering van Brazilië op de Portugezen vergezellen door een groep geleerden. Willem Piso had medicijnen gestudeerd en was lijfarts van Johan Maurits, Georg Markgraf was naast arts ook cartograaf, astronoom en wiskundige. Samen stelden ze de eerste uitgebreide beschrijving op van de flora en fauna van Brazilië en eveneens van de tropische ziektes en de gewoonten en gebruiken van de inheemse bevolking. De tekst werd vergezeld van houtsnedes met afbeeldingen van planten en dieren. Lange tijd was het boek de enige wetenschappelijke publicatie over de plant-, dier- en geneeskunde van Brazilië. Voor de tropische geneeskunde is het boek belangrijk geweest.
Naast Piso en Markgraf waren de Nederlandse schilders Frans Post en Albert Eckhout, Johannes de Laet en de architect en ingenieur Pieter Post bij de uitgave betrokken.